# Make a Jazz Noise Here
Make a Jazz Noise Here es un doble álbum en directo de Frank Zappa. Se editó en junio de 1991, siendo el tercer álbum sacado de las grabaciones de su gira de mundial de 1988, después de Broadway the Hard Way de 1988 y The Best Band You Never Heard in Your Life de 1991.
El álbum es mayoritariamente instrumental, con composiciones de Zappa, exceptuando arreglos hechos por su bajista Scott Thunes de temas de Igor Stravinsky y Béla Bartók. 

## Lista de canciones
Todos los temas compuestos por Frank Zappa, excepto donde se indique lo contrario.

### Disco 1
1. "Stinkfoot" – 7:39
2. "When Yuppies Go to Hell" – 13:28
3. "Fire and Chains" – 5:04
4. "Let's Make the Water Turn Black" – 1:36
5. "Harry, You're a Beast" – 0:47
6. "The Orange County Lumber Truck" – 0:41
7. "Oh No" – 4:43
8. "Theme from Lumpy Gravy" – 1:11
9. "Eat That Question" – 1:54
10. "Black Napkins" – 6:56
11. "Big Swifty" – 11:12
12. "King Kong" – 13:04
13. "Star Wars Won't Work" – 3:40

### Disco 2
1. "The Black Page (versión new age)" – 6:45
2. "T'Mershi Duween" – 1:42
3. "Dupree's Paradise" – 8:34
4. "City of Tiny Lights" – 8:01
5. "Royal March from L'Histoire du Soldat" (Igor Stravinsky) – 0:59
6. "Theme from the Bartok Piano Concerto #3" (Béla Bartók) – 0:43
7. "Sinister Footwear 2nd mvt." – 6:39
8. "Stevie's Spanking" – 4:25
9. "Alien Orifice" – 4:15
10. "Cruisin' for Burgers" – 8:27
11. "Advance Romance" – 7:43
12. "Strictly Genteel" – 6:36

## Personal
- Frank Zappa – guitarra, producción, voz
- Paul Carman – saxofón alto
- Kurt McGettrick – saxofón barítono
- Scott Thunes – bajo
- Albert Wing – saxofón tenor
- Ed Mann – percusión
- Chad Wackerman – batería
- Ike Willis – guitarra, voz
- Walt Fowler – trompeta
- Mike Keneally – sintetizador, voz, guitarra
- Bruce Fowler – trombón
- Robert Martin – teclados, voz